# Тропе (Підкарпатське воєводство)
Тропе (пол. Tropie) — село в Польщі, у гміні Стрижів Стрижівського повіту Підкарпатського воєводства.
Населення — 404 особи (2011).
У 1975-1998 роках село належало до Ряшівського воєводства.

## Демографія
Демографічна структура станом на 31 березня 2011 року:
|          | Загалом | Допрацездатний вік | Працездатний вік | Постпрацездатний вік |
| -------- | ------- | ------------------ | ---------------- | -------------------- |
| Чоловіки | 198     | 48                 | 129              | 21                   |
| Жінки    | 206     | 32                 | 123              | 51                   |
| Разом    | 404     | 80                 | 252              | 72                   |